# Xerosaprinus acilinea
Xerosaprinus acilinea är en skalbaggsart som först beskrevs av Sylvain Auguste de Marseul 1862.  Xerosaprinus acilinea ingår i släktet Xerosaprinus och familjen stumpbaggar. Inga underarter finns listade i Catalogue of Life.